# Update (SQL)
UPDATE 문은 구조화 질의어 중 하나로, 테이블이나 뷰에서 한 개 이상의 행을 바꾼다. 모든 행을 변경해야 되는 경우도 조건절을 사용하여 하위 집합을 선택할 수 있다.
UPDATE 문은 아래의 구문을 따른다:
```
UPDATE
 
table_name
 
SET
 
column_name
 = 
value
 [, 
column_name
 = 
value ...
] [
WHERE
 
condition
]
```

UPDATE가 성공적으로 이루어진 경우, 사용자는 반드시 데이터 조작 특권 동작 (UPDATE 특권동작)을 반드시 테이블이나 컬럼에서 수행해야 하고 업데이트된 값은 제약 조건에 충돌하지 않아야 한다. 그 예를 들면 고유 키, 고유 인덱스, CHECK 제약 조건, 그리고 NOT NULL 제약 조건 등이 있다.
어떤 데이터베이스 시스템은 예로 PostgreSQL를 들자면, FROM 절이 존재하면 기본적으로 대상 테이블이 fromlist에 응답되는 테이블로 조인한다. 각각의 출력한 행의 조인은 대상 테이블의 업데이트를 의미한다. FROM을 쓸 때 생성된 최대 한 개의 각각의 출력 행이 조인되었는지 확인해야 한다. 다시 말해서, 대상 행은 다른 테이블에 한 개 이상의 행을 다른 테이블로부터 조인할 수 없다. 만약 그럴 경우 오직 하나의 행만 대상 테이블에 조인한다. 그런 후, 오직 하나의 조인된 행은 대상 행의 업데이트에 사용한다. 그러나 어떤 행을 썼는 지 예측하기는 어렵다.

이 불확정성의 원인은 다른 테이블을 좀 더 안전한 서브셀렉트 범위에서만 참조하고, 종종 읽기가 좀 더 어렵고 조인이 좀 더 느려지기 때문이다.

Update 구문을 구성하는 SQL 언어 요소

## 예제
shboard 테이블 중 C2 컬럼 값이 "a"인 모든 행에서 C1 컬럼을 1로 바꾼다.
```
UPDATE
 
shboard
 
SET
 
C1
 
=
 
1
 
WHERE
 
C2
 
=
 
'a'

```

T 테이블 중 C2 컬럼 값이 "a"인 모든 행에서 C1 컬럼을 9로, C3 컬럼을 4로 바꾼다.
```
UPDATE
 
T
 
SET
 
C1
 
=
 
9
,
 
C3
 
=
 
4
 
WHERE
 
C2
 
=
 
'a'

```

C2 컬럼 값이 "a"이면 C1 컬럼을 1 증가시킨다.
```
UPDATE
 
T
 
SET
 
C1
 
=
 
C1
 
+
 
1
 
WHERE
 
C2
 
=
 
'a'

```

C2 컬럼 값이 "a"이면 C1 컬럼 값을 "text" 문자열로 프리펜드한다.
```
UPDATE
 
T
 
SET
 
C1
 
=
 
'text'
 
||
 
C1
 
WHERE
 
C2
 
=
 
'a'

```

C2 컬럼 값을 C4 컬럼 값이 0인 T2 테이블의 C3 컬럼 값의 서브 목록에서 찾아질 때만 T1 테이블의 C1 컬럼 값을 2로 바꾼다.
```
UPDATE
 
T1

SET
 
C1
 
=
 
2

WHERE
 
C2
 
IN
 
(
 
SELECT
 
C3

               
FROM
   
T2

               
WHERE
  
C4
 
=
 
0
)

```

또한 여러 컬럼을 하나의 UPDATE 문으로 업데이트할 수 있다:
```
UPDATE
 
T
 
SET
 
C1
 
=
 
1
,
 
C2
 
=
 
2

```

조건절과 JOIN문 또한 섞어쓸 수 있다:
```
UPDATE
 
T
 
SET
 
A
 
=
 
1
 
WHERE
 
C1
 
=
 
1
 
AND
 
C2
 
=
 
2

```

```
UPDATE
 
a

SET
 
a
.
updated_column
 
=
 
updatevalue

FROM
 
articles
 
a

JOIN
 
classification
 
c

ON
 
a
.
articleID
 
=
 
c
.
articleID

WHERE
 
c
.
classID
 
=
 
1

```

또는 오라클 시스템에서 (여기서는 classification.articleID로 인덱스한 것을 가정함)
```
UPDATE

(

  
SELECT
 
*

    
FROM
 
articles

    
JOIN
 
classification

      
ON
 
articles
.
articleID
 
=
 
classification
.
articleID

   
WHERE
 
classification
.
classID
 
=
 
1

)

SET
 
updated_column
 
=
 
updatevalue

```